# Joseph De Combe
Joseph De Combe (n. 19 iunie 1901, Antwerpen, Flandra, Belgia – d. 28 decembrie 1965, Antwerpen, Flandra, Belgia) a fost un înotător ce a reprezentat Belgia, medaliat olimpic. A participat la 3 ediții ale Jocurilor Olimpice (1924, 1928, 1936) în care a câștigat o medalie de argint.